# Gates of Vienna
Gates of Vienna är en högerextrem blogg som grundades 2004 av Edward S. May och hans hustru. Webbplatsen har presenterat texter av internationella hårdföra antimuslimska författare som Fjordman och Paul Weston, och "är en central aktör i kontrajihadrörelsen inom USA och i hela Europa".

## Historia och aktiviteter

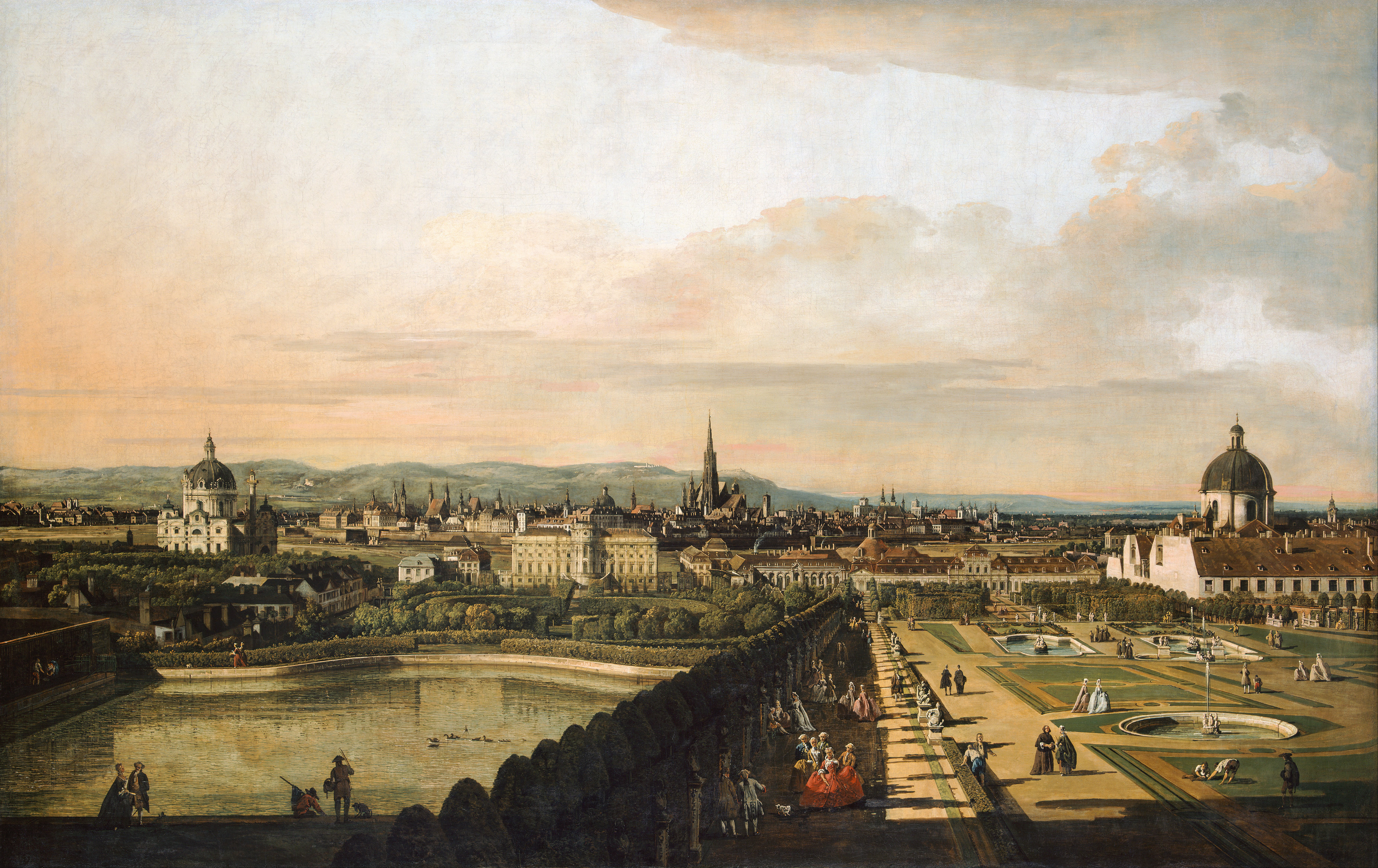
Wien sett från Belvedere-palatset, 1761. Målning av Bernardo Bellotto som används av webbplatsen

Det första blogginlägget publicerades på Blogspot i januari 2003 av Baron Bodissey, en pseudonym som användes av May, tillsammans med hans fru som skrev som Dymphna, och som drevs från Virginia, USA. Bloggens namn kommer från slaget vid Wien 1683, där alliansen mellan polska och österrikiska arméer besegrade de invaderande turkiska ottomanerna, vilket i bloggen beskrivs som en del av ett århundraden långt krig mellan kristendom och islam. Bloggen anser att detta är början på slutet för den "andra vågen" av den "Stora Islamiska Jihaden", samtidigt som attackerna den 11 september 2001 betraktas som en betydande del av början på den "tredje vågen". Själva webbplatsen grundades i oktober 2004.
May skriver också som Ned May och beskriver sig själv som en "datorprogrammerare med några bisarra högerorienterade politiska idéer". May har senare deltagit i flera "motjihad"-konferenser,  har suttit i styrelsen för International Free Press Society, och var chef för International Civil Liberties Alliance (tidigare 910 Group och Center for Vigilant Freedom). Han skrev artiklar för Breitbart News omkring 2011, och var "den främsta organisatören av den internationella kontrajihadrörelsen från 2006-2011" enligt Hope not Hate. Bloggen utreddes av FBI efter attackerna i Norge 2011, då det avslöjades att den var en av de mest citerade webbplatserna i Anders Behring Breiviks manifest, en nynazist som utnyttjade antijihad-skrifter. May har senare sagt att attacken, som han fördömde, har använts för att försöka "stänga ner" kritiken av islam och sharia.
En av de mest framstående skribenterna på webbplatsen är Fjordman, som framställer muslimer som belägna i en pågående krigföring med det västerländska samhället, vilket han hävdar hindras från att erkännas av mainstreamsamhället genom politisk korrekthet och kulturmarxism, och presenterar mångkultur som en form av totalitarism. En annan författare är El Inglés, som i motsats till de flesta andra författare "mer eller mindre direkt förespråkar våld" i utökade hypotetiska sammanhang om framtida våldsamma konfrontationer mellan muslimer och europeiska medborgare. Paul Weston har skrivit om ett förestående inbördeskrig med muslimer, medan Seneca III sägs förespråka idéer hämtade från delar av Nouvelle Droite. Essän "Tet, Take Two: Islam's 2016 European Offensive", skriven av Matthew Bracken, som liknade den europeiska migrantkrisen 2015 vid infiltrationen som ledde fram till Vietnamkrigets Tet-offensiv, har noterats ha varit inflytelserik i delar av den amerikanska milisrörelsen. Den danske psykologen Nicolai Sennels har också skrivit för webbplatsen.
År 2015 krävde en grupp brittiska parlamentsledamöter från Labourpartiet en utredning av platsen efter vad som beskrevs som en "träningsmanual för antimuslimska paramilitärer", mitt i farhågor om att en kommande utställning av Muhammedkarikatyrer i London var utformad för att uppvigla till islamistiskt våld.
Webbplatsen har en banner som marknadsför böcker och aktiviteter av antijihad-figurer som Geert Wilders, Elisabeth Sabaditsch-Wolff och Tommy Robinson. Webbplatsen har också stöttat högerextrema aktivistgrupper som English Defence League och Pegida. Dessutom finns ett nyhetsflöde med cirka hundra veckovisa nyhetsartiklar om olika ämnen, med hjälp av "tipsare".